# Daszyna
Daszyna è un comune rurale polacco del distretto di Łęczyca, nel voivodato di Łódź.
Ricopre una superficie di 81,03 km² e nel 2004 contava 4 202 abitanti.